# Enric Marco
Enric Marco (* 12. April 1921 in Barcelona; † 21. Mai 2022) war ab 2001 Präsident der spanischen KZ-Überlebendenorganisation Amical de Mauthausen y otros campos de concentración, musste jedoch im Mai 2005 zurücktreten, als durch einen Forschungsbericht des spanischen Historikers Benito Bermejo bekannt wurde, dass wesentliche Daten seiner Biographie, die seine behauptete Inhaftierung in den Konzentrationslagern Mauthausen und Flossenbürg betrafen, gefälscht waren.

## Leben und Wirken
In seiner 1978 erschienenen Autobiografie Memorias del infierno („Erinnerungen an die Hölle“) und auf zahlreichen öffentlichen Vorträgen hatte Enric Marco detailreiche Schilderungen des Lagerlebens und der dort erduldeten Grausamkeiten gegeben. Wie er aber nach Bekanntwerden des Forschungsberichts zugab, war dies sowie seine Behauptung, sich der Résistance angeschlossen zu haben, frei erfunden. Auch sei er nicht, wie behauptet, 1943 in die Hände der Gestapo gefallen, sondern hat sich 1941, als Franco auf Hitlers Wunsch hin Facharbeiter in die deutsche Kriegsindustrie entsandte, als Freiwilliger gemeldet, um dann bis 1943 in der Kieler Deutsche Werke Werft zu arbeiten.
Enric Marco war zeitweise Mitglied und sogar (als er sich Enrique Marcos nannte) Generalsekretär der anarchosyndikalischen Gewerkschaft CNT.
Die Aufdeckung des Betruges von Enric Marco wird, neben anderen bekannt gewordenen Betrugsfällen wie die von Binjamin Wilkomirski oder Antonio Pastor, von einigen Leugnern des Holocausts als ein Beleg dafür gesehen, dass der gesamte Holocaust erfunden sei. Enric Marco verstarb im Mai 2022 im Alter von 101 Jahren.